# Everton F.C.
Everton Football Club (kendt som Everton F.C. eller blot Everton) er en engelsk Premier League-fodboldklub beliggende i Liverpool. Klubben har rekorden for at have ligget i den øverste division i flest sæsoner i træk (123 sæsoner pr. 2025) og har vundet det engelske fodboldmesterskab ni gange.
Everton blev dannet i 1878 og var et af de stiftende medlemmer af The Football League i 1888. To sæsoner senere vandt Everton sit første ligamesterskab. Efter fire ligatitler og to FA Cup-sejre vandt Everton ikke titler i perioden efter 2. verdenskrig, indtil man oplevede en genrejsning i 1960'erne, hvor klubben vandt to ligamesterskaber og en FA Cup-titel. Midt i 1980'erne havde klubben sin seneste succesrige periode med to mesterskaber, en FA Cup-sejr samt sejr i 1985 i UEFA Pokalvindernes Turnering. Klubbens seneste større triumf var sejr i FA cuppen i 1995. Klubbens tilhængere er i folkemunde kendt som Evertonians.
Everton har en rivalisering med naboerne fra Liverpool FC, og når de to hold mødes, kalder man det Merseyside Derby (efter floden Mersey i Liverpool). Klubben har haft hjemmebane på Goodison Park siden 1892. Klubdragten til hjemmekampene er kongeblå og hvid. Den mest bemærkelsesværdige Everton-spiller gennem tiden er nok Dixie Dean, der har rekorden med 60 ligamål i 1927-28-sæsonen. Frank Lampard er i øjeblikket træner for Everton.

## Nuværende spillertrup
Oversigten er opdateret til og med 3. februar 2025.| Nr. | Land          | Position | Spiller                                  |
| --- | ------------- | -------- | ---------------------------------------- |
| 1   | England       | MM       | Jordan Pickford                          |
| 2   | Skotland      | FO       | Nathan Patterson                         |
| 5   | England       | FO       | Michael Keane                            |
| 6   | England       | FO       | James Tarkowski                          |
| 7   | England       | AN       | Dwight McNeil                            |
| 8   | Belgien       | MI       | Orel Mangala (på leje fra Lyon)          |
| 9   | England       | AN       | Dominic Calvert-Lewin                    |
| 10  | Senegal       | AN       | Iliman Ndiaye                            |
| 11  | England       | AN       | Jack Harrison (på leje fra Leeds United) |
| 12  | Portugal      | MM       | João Virgínia                            |
| 14  | Guinea-Bissau | AN       | Beto                                     |
| 15  | Irland        | FO       | Jake O'Brien                             |
| 16  | Mali          | MI       | Abdoulaye Doucouré                       |

| Nr. | Land                | Position | Spiller                               |
| --- | ------------------- | -------- | ------------------------------------- |
| 17  | Portugal            | AN       | Youssef Chermiti                      |
| 18  | England             | FO       | Ashley Young                          |
| 19  | Ukraine             | FO       | Vitaliy Mykolenko                     |
| 22  | Albanien            | AN       | Armando Broja (på leje fra Chelsea)   |
| 23  | Irland              | FO       | Séamus Coleman (Anfører)              |
| 24  | Argentina           | MI       | Carlos Alcaraz (på leje fra Flamengo) |
| 27  | Senegal             | MI       | Idrissa Gueye                         |
| 29  | Danmark             | AN       | Jesper Lindstrøm (på leje fra Napoli) |
| 31  | Bosnien-Hercegovina | MM       | Asmir Begović                         |
| 32  | England             | FO       | Jarrad Branthwaite                    |
| 37  | England             | MI       | James Garner                          |
| 42  | England             | MI       | Tim Iroegbunam                        |

### Udlånt
| Nr. | Land    | Position | Spiller                                                       |
| --- | ------- | -------- | ------------------------------------------------------------- |
|     | England | MM       | Billy Crellin (hos Accrington Stanley indtil 30. juni 2025)   |
|     | England | MM       | Harry Tyrer (hos Blackpool indtil 30. juni 2025)              |
|     | Jamaica | FO       | Mason Holgate (hos West Bromwich Albion indtil 30. juni 2025) |

| Nr. | Land     | Position | Spiller                                                    |
| --- | -------- | -------- | ---------------------------------------------------------- |
|     | England  | MI       | Harrison Armstrong (hos Derby County indtil 30. juni 2025) |
|     | Frankrig | AN       | Neal Maupay (hos Marseille indtil 30. juni 2025)           |

## Danske spillere
- Claus Thomsen (1997-1998)
- Peter Degn (1999-2001)
- Thomas Gravesen (2000-2005)
- Per Krøldrup (2005-2006)
- Lars Jacobsen (2008-2009)
- Jonas Lössl (2019-2021)
- Jesper Lindstrøm (2021-)

Per Krøldrup havde et mindre succesfulde ophold i Everton FC, og blev af Liverpool Echo i 2009 sat på Byen Liverpool's hold over de 11 ringeste indkøb i byens historie.

## Titler og Pokaler
- Fodbold Liga Første Division og FA Premier League[3] titles: 9'
  - Mester i: 1891, 1915, 1928, 1932, 1939, 1963, 1970, 1985, 1987
- Anden Division[4] 1
  - Nr 1:1931
- FA Cup 5¹
  - Vinder:1906, 1933, 1966, 1984, 1995
- UEFA Pokalvindernes Turnering 1
  - Vinder:1985
- FA Community Shield 9¹ 
  - Vinder:1928, 1933, 1963, 1970, 1984, 1985, 1986*, 1987, 1995 (* Delt Vinder)

## Rekorder
- Største sejr: 11-2 mod Derby County, FA Cup, (18. januar, 1890)
- Største nederlag: 4-10 mod Tottenham Hotspur (11. oktober 1958)
- Flest kampe: 750 af Neville Southall (1981-1998)
- Flest liga kampe: 578 af Neville Southall (1981-1988)
- Flest europæiske kampe: 20 af Tony Hibbert
- Flest mål: 383 af Dixie Dean (1925–1937)
- Flest liga mål: 349 af Dixie Dean (1925–1937)
- Flest europæiske mål: 6 af Fred Pickering
- Flest mål i en sæson: 63 af Dixie Dean (1927-28))
- Flest tilskuere i Premier League: 40,552 mod Liverpool F.C., (11. december, 2004)
- Flest tilskuere nogensinde: 78,299 mod Liverpool F.C. (18. september, 1948)
- Yngste spiller: James Vaughan, 16 år, 271 dage (10. april, 2005)
- Ældste spiller: Ted Sagar, 42 år, 281 dage (15. november, 1952 )
- Største spillersalg: £27,5 mio. for Marouane Fellaini (2013) til Manchester United. Inden da £20 millioner for Wayne Rooney (2004) til Manchester United.
- Største spillerkøb: £15 millioner for Marouane Fellaini (2008)